# Barban
Barban (italsky Barbana) je chorvatská vesnice a správní středisko stejnojmenné opčiny na východní Istrii, 28 kilometrů severovýchodně od Puly, nad údolím řeky Raši v nadmořské výšce 229 metrů. Hlavními obory lidské činnosti jsou zde pěstování obilí (pšenice) a chov ovcí. Barban leží na hlavním silničním tahu Pula - Rijeka (M2, E751). V opčině žije 2 491 obyvatel, z toho v samotném Barbanu 218 obyvatel.
Opčina se skládá z 23 sídel: Barban, Bičići, Borinići, Draguzeti, Glavani, Grandići, Hrboki, Jurićev Kal, Koromani, Kožljani, Manjadvorci, Melnica, Orihi, Petehi, Prhati, Puntera, Rajki, Rebići, Rojnići, Sutivanac, Šajini, Vadreš a Želiski.